# Chloroclystis luminosa
Chloroclystis luminosa är en fjärilsart som beskrevs av Alfred Philpott 1915. Chloroclystis luminosa ingår i släktet Chloroclystis och familjen mätare. Inga underarter finns listade i Catalogue of Life.